# DFS Deutsche Flugsicherung
Pour les articles homonymes, voir DFS.
DFS Deutsche Flugsicherung GmbH (usuellement appelée la DFS) est l'organisme de gestion du trafic aérien allemand. Société de droit privé créée en 1993, son unique actionnaire est l'État fédéral allemand. Son siège est à Langen, près de Francfort. À l'exception d'une zone d'espace aérien déléguée à Eurocontrol, la DFS fournit la totalité des services de contrôle en route et d'approche en Allemagne. Sa filiale DFS Aviation Services fournit le contrôle d'aérodrome sur 25 aéroports allemands.